# Руська Путь
Ру́ська Путь (інші назви — Руський Путь, Руський Шлях, Старий Путь) — перевал в Українських Карпатах через Верховинський Вододільний хребет. Розташований на межі Львівської та Закарпатської областей між селами Либохора і Буковець неподалік (на північний захід) від гори Пікуй (1406 м).
Висота перевалу 1217 м. Через перевал проходить пішохідна стежка, що з'єднує села Біласовицю та Либохору, а також туристичний маршрут «Верхами Вододільного хребта», який веде від села Сянки до гори Пікуй.

## Історія
Через перевал пролягав історичний торговий шлях — «Руська Путь», відомий ще з доби неоліту. Шлях починався на Балканах, пролягав Дунаєм, далі вздовж Тиси піднімався в гори. На цьому перевалі й досі є хрест із написом «Руська путь».
Після Першої світової війни через перевал проліг чехословацько—польський кордон. Після анексії Угорщиною території нинішнього Закарпаття (тодішньої Підкарпатської Русі) тут проходив угорсько-польський кордон. З вересня 1939 року до червня 1941 року перевал був частиною угорсько-радянського кордону. Після приєднання Закарпаття до Радянському Союзу перевал став знову лише адміністративним кордоном Львівської та Закарпатської областей.
Перевал у Першу світову війну використовувала російська армія для обходу укріплень супротивника в ході Брусилівського прориву, а в 1944 році під час Другої світової війни його захоплення відіграло велику роль для 1 гвардійської армії у складі 4-го Українського фронту — для обходу лінії Арпада. Протягом 18 днів армія штурмувала цю ділянку без підтримки артилерії, оскільки гарматні трактори та колісні тягачі не могли здолати місцеві скельні підйоми. Про ці події нагадує великий металевий хрест, який стоїть на перевалі.